# Litige frontalier
 (avril 2014).
Si vous disposez d'ouvrages ou d'articles de référence ou si vous connaissez des sites web de qualité traitant du thème abordé ici, merci de compléter l'article en donnant les références utiles à sa vérifiabilité et en les liant à la section « Notes et références ».
Ne doit pas être confondu avec Incident de frontière.

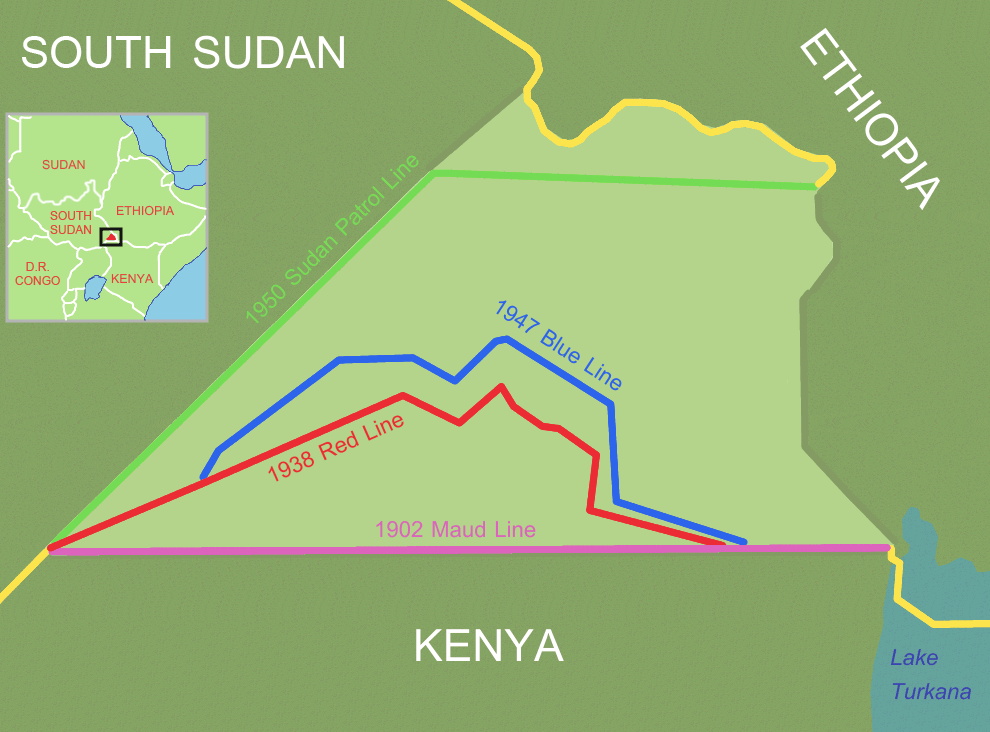
Carte du triangle d'Ilemi au tripoint entre l'Éthiopie, le Kenya et le Soudan du Sud : lignes de partage de 1938 (ligne rouge), 1947 (ligne bleue) et 1950 (ligne verte correspondant à ligne de patrouille du Soudan du Sud) ; les lignes en jaune sont les frontières internationales reconnues par les différents états.

Un litige frontalier est un différend terrestre ou maritime opposant deux entités administratives, typiquement deux pays, sur le tracé de la frontière qui les délimite. Cette contestation peut en rester au niveau de la discussion ou provoquer des incidents de frontière, voire dégénérer en conflit armé, bien que ce cas soit le plus rare, la plupart des litiges restant latents. La solution peut être alors trouvée par la voie diplomatique ou par le statu quo imposé par les armes et entériné ou non par un traité. On estime que sur 194 États reconnus par l'ONU, seuls 74 n'ont aucun différend frontalier avec leurs voisins.

## Caractéristiques
L'existence d'un litige frontalier provient localement de l'existence de plusieurs tracés de la même frontière, tracés reconnus à des degrés divers au niveau international. Les régions comprises entre les différents tracés sont alors qualifiées de territoires contestés. L'étendue de ces régions (de quelques hectares à des dizaines de milliers de kilomètres carrés), l'importance des populations qui y vivent (d'inhabité à des millions d'habitants), leur potentiel économique, etc. sont des éléments qui déterminent le niveau de gravité du litige. Ainsi, certains concernant des régions inhabitées de très faibles étendues et difficilement accessibles n'ont que peu d'impact et se règlent par la voie diplomatique, tandis que d'autres impliquent de vastes régions fortement peuplées et/ou au fort potentiel économique, notamment énergétique (pétrole, minier, etc.), et sont à l'origine de guerres qui peuvent durer des décennies.
La plupart des litiges frontaliers serait cependant latents. On estime que sur 194 États reconnus par l'ONU, seuls 74 n'ont aucun différend frontalier avec leurs voisins
Le maintien de la situation conflictuelle peut aboutir à la formation d'un no man's land, d'une frontière fortifiée ou d'une zone démilitarisée.

## Origines
Les litiges frontaliers ont des origines diverses :
- une guerre dont le dénouement n'a pas fait l'objet d'un traité entre les protagonistes ; les territoires conquis peuvent alors faire l'objet de différentes revendications de souveraineté avec par conséquent le tracé de différentes frontières : territoires du Nord, Cachemire, ligne verte entre Israël et la Palestine, bande d'Aozou etc.
- une non reconnaissance ultérieure d'une situation réglée par traité ou accord international dans le passé : Guayana Esequiba, triangle de Hala'ib, litiges territoriaux roumano-ukrainiens etc.
- une mauvaise interprétation d'un traité : frontière entre la France et l'Italie au sommet du mont Blanc, etc.
- une méconnaissance de la région concernée entraînant des frontières floues : triangle d'Ilemi, etc.